# Live Recordings: European Tour 2008
Live Recordings: European Tour 2008 è il secondo album dal vivo del gruppo musicale britannico Keane, pubblicato il 23 dicembre 2008 dalla Island Records.

## Descrizione
Pubblicato esclusivamente per il download digitale, contiene dieci brani eseguiti dal vivo tra il 28 ottobre 2008 e l'11 novembre dello stesso anno nel corso del tour europeo del gruppo in promozione al terzo album in studio Perfect Symmetry.
Gran parte dei brani provengono dal sopracitato album: fanno infatti eccezione le versioni acustiche di Bend and Break e Try Again, tratte rispettivamente da Hopes and Fears e Under the Iron Sea.

## Tracce
Testi e musiche di Tim Rice-Oxley, Tom Chaplin, Richard Hughes.
1. The Lovers Are Losing (Live - Oslo Sentrum, 3/11/08) – 5:13
2. Better Than This (Live - Madrid La Riviera, 11/11/08) – 4:29
3. Again & Again (Live - Barcelona Razzmatazz, 9/11/08) – 4:08
4. You Don't See Me (Live - Barcelona Razzmatazz, 9/11/08) – 4:45
5. Bend & Break (Acoustic) (Live - Stockholm Annex, 1/11/08) – 3:41
6. Try Again (Acoustic) (Live - Koln Paladium, 6/11/08) – 4:01
7. You Haven't Told Me Anything (Live - Madrid La Riviera, 11/11/08) – 5:10
8. Perfect Symmetry (Live - Copenhagen Valby Hall, 31/10/08) – 5:42
9. Spiralling (Live - Copenhagen Valby Hall, 31/10/08) – 3:44
10. Love Is the End (Live - Rotterdam Ahoy, 28/10/08) – 5:58

## Formazione
- Tom Chaplin – voce, chitarra elettrica (tracce 1-3 e 9), chitarra acustica (traccia 5)
- Tim Rice-Oxley – pianoforte, tastiera, cori
- Richard Hughes – batteria, cori, cajón (traccia 6)
- Jesse Quin – basso, cori, percussioni (tracce 4, 6-7, 9 e 10), tastiera (tracce 7 e 9)